# Der Letzte Mann
Der Letzte Mann (El último en España, La última carcajada en Argentina y El último hombre en Chile) es una película muda alemana de 1924 dirigida por F. W. Murnau, su decimoquinto largometraje. Con un guion escrito por Carl Mayer, está inspirado en el cuento El capote, de Nikolái Gógol.
La historia trata sobre cómo un viejo portero de un lujoso hotel (interpretado por Emil Jannings), orgulloso de su trabajo y respetado por todos en su barrio, es bruscamente reasignado a mozo de los lavabos debido a su avanzada edad. Privado de su antiguo trabajo y del uniforme que le identifica, intenta ocultar su nueva condición robándose el uniforme y llevándoselo puesto solo cuando se presenta en su vecindad. Un día, la verdad se pone al descubierto, y su vida empieza a desintegrarse.
La película pertenece al movimiento cinematográfico Kammerspielfilm, correspondiente a la tendencia expresionista, que se origina bajo la influencia de Max Reinhardt y su Kammerspiele (representación de cámara). El movimiento trató de evitar intertítulos (rótulos) de diálogo hablado o descripción que caracterizaban a la mayoría de las películas mudas, con la creencia de que los mismos elementos visuales deberían llevar la mayor parte del significado.

## Argumento
La historia nos lleva a la entrada de un lujoso hotel en cualquier ciudad del mundo occidental. En ella nos encontramos al portero (Emil Jannings), un robusto y respetado hombre que no solo carga con las maletas de los clientes, sino que es el nexo de unión entre la entrada y salida de dos mundos muy diferentes. Los huéspedes le admiran, los trabajadores le idolatran, pero una vez en su barrio de clase media-baja, allí se convierte en un Dios. Saluda a todo el mundo portando aún su uniforme de portero de corte militar y siendo saludado (por no decir venerado) por la vecindad. Su orgullosa sobrina está a punto de casarse y habrá una celebración por todo lo alto. Mas el día de la boda por la mañana, cuando nuestro protagonista marcha hacia su trabajo, se encuentra que debido a su edad ha sido sustituido por un hombre mucho más joven y fuerte, mientras que a él le destinan al baño de hombres para trabajar como mozo. Toda una vida de orgullo y respeto se marcha por la taza del retrete que ha de dejar impoluta cada vez que es usada. El hombre, desmoralizado, decide ocultar la verdad a su sobrina por lo que vuelve a casa con el uniforme, el cual deja en una taquilla de la estación de tren antes de entrar, y vuelve a recoger al salir.

## Reparto
- Emil Jannings - El portero
- Maly Delschaft - La sobrina del portero
- Max Hiller - El novio de la sobrina
- Emilie Kurz - La tía del novio
- Hans Unterkircher - El gerente del hotel
- Georg John - El guardia nocturno
- Olaf Storm - El joven huésped
- Hermann Vallentin - El huésped corpulento
- Georg John - El guardia nocturno
- Emmy Wyda - Una vecina

## Producción
El director F. W. Murnau estaba en el apogeo de su carrera cinematográfica en Alemania y tenía grandes ambiciones con respecto a su primera película con la UFA. Afirmó que “Todos nuestros esfuerzos deben ir dirigidos a abstraer todo lo que no es el verdadero dominio del cine. Todo lo trivial y adquirido de otras fuentes, todos los trucos, artificios y clichés heredados del escenario y de los libros.” Murnau llamó al guionista Carl Mayer, alguien que trabajaba en "el verdadero dominio del cine", y aceptó hacer Der letzte Mann después de que Mayer y el director de cine Lupu Pick tuvieran serias diferencias y Pick dejara la película. La película no utiliza intertítulos, algo que ya habían hecho Mayer y Pick en Scherben y Sylvester varios años antes, así como el director Arthur Robison en la película Sombras de 1923. La película se rodó íntegramente en los estudios de la UFA. Murnau y el director de fotografía Karl Freund utilizaron elaborados movimientos de cámara para la película, una técnica que más tarde se denominó entfesselte Kamera (cámara desencadenada o sin ataduras). En una escena, una cámara estaba atada al pecho de Freund mientras montaba una bicicleta en un ascensor y salía a la calle. En otra escena, una cámara se envía por un cable desde una ventana a la calle de abajo, y luego se invierte en el montaje. El cineasta francés Marcel Carné dijo más tarde que "La cámara... se desliza, se eleva, hace zoom o teje donde la lleva la historia. Ya no es fija, sino que toma parte en la acción y se convierte en un personaje del drama.” Años más tarde, Karl Freund desestimó las contribuciones de Murnau a las películas que hicieron juntos, afirmando que Murnau no tenía ningún interés en la iluminación y nunca miraba a través de la cámara. Los escenógrafos de la película , Robert Herlth y Walter Röhrig, contradijeron esta afirmación y defendieron a Murnau. Murnau describió la cinematografía de la película como "debido a la forma en que... [los objetos] fueron colocados o fotografiados, su imagen es un drama visual. En su relación con otros objetos o con los personajes, son unidades en la sinfonía de la película.”
Murnau señaló que la historia era absurda sobre la base de que "todo el mundo sabe que un asistente de baño gana más que un portero". Los signos de la película están escritos en una lengua imaginaria que Alfred Hitchcock tomó como esperanto. Hubo tres versiones diferentes de la película, para audiencias alemanas, estadounidenses e internacionales.

## Contexto histórico
La película se realizó en 1924, en la época de la República de Weimar. Los pagos de reparación de guerra impuestos a Alemania provocaron una inflación vertiginosa, colapso económico, escasez de alimentos, pobreza, desnutrición y hambre. Los pequeños burgueses alemanes buscaban alguna esperanza de mejora de su situación económica. Incluso una posibilidad tan poco realista como la de heredar dinero de otra persona traía algo de esperanza. Esta necesidad de esperanza y el conocimiento del director de las expectativas del gran público fueron las razones por las que Der letzte Mann tuvo un epílogo feliz, aunque poco realista.
El cine alemán inició empresas cooperativas con productores de Hollywood, lo que condujo a una influencia mutua y en 1926 los productores alemanes firmaron un contrato con Hollywood, que inició una migración de actores y directores alemanes a Hollywood. El efecto fue similar a la fuga de cerebros de científicos de todo el mundo a los Estados Unidos observada más tarde.
Uno de los resultados de esta cooperación temprana fue que el director Alfred Hitchcock fue a Berlín y comenzó a trabajar con Friedrich Murnau. Hitchcock quedó muy impresionado con la cámara desencadenada y afirmó que su cooperación con Murnau fue una "experiencia enormemente productiva" y que Der letzte Mann era una "película casi perfecta". La cooperación con Murnau fue para Hitchcock esencialmente un "punto de referencia clave". Hitchcock también expresó su aprecio por los puntos de vista de la cámara de Murnau y las tomas subjetivas que proporcionaron una "identificación del público" con el personaje principal. La apreciación de la obra en Hollywood fue muy alta: "Hollywood simplemente se entusiasmó con Der letzte Mann ", señaló Jan Horak.

## Recepción y legado
La película fue un gran éxito financiero y de crítica y permitió a Murnau hacer dos películas de gran presupuesto poco después. Los críticos elogiaron el estilo de la película y los movimientos de cámara artísticos. El crítico de cine Paul Rotha dijo que "definitivamente estableció la película como un medio de expresión independiente... Todo lo que había que decir... se dijo íntegramente a través de la cámara... Der letzte Mann fue cine-ficción en estado puro; ejemplar de la composición rítmica propia de la película." Años más tarde, C. A. Lejeune la llamó "probablemente la menos sensacional y ciertamente la más importante de las películas de Murnau. Le dio a la cámara un nuevo dominio, una nueva libertad... Influyó en el futuro de la fotografía cinematográfica... en todo el mundo, y sin sugerir ninguna revolución en el método, sin atacar a la opinión crítica como lo había hecho Caligari, dirigió la atención técnica hacia la experimentación y estimuló... un nuevo tipo de reflexión sobre la cámara con un fin narrativo definido. Lotte Eisner elogió sus "superficies opalescentes llenas de reflejos, de lluvia o de luz: las ventanillas de los coches, las hojas vidriadas de la puerta giratoria que reflejan la silueta del portero vestido con un impermeable negro reluciente, la masa oscura de las casas con las ventanas iluminadas, las aceras mojadas y charcos brillantes... Su cámara captura la media luz filtrada que cae de las farolas... se apodera de las barandillas a través de las ventanas del sótano".
La historia y el contenido de la película también fueron elogiados por los críticos, con Eisner afirmando que "es eminentemente una tragedia alemana, y solo puede entenderse en un país donde el uniforme es el rey, por no decir dios. Una mente no alemana tendrá dificultades para comprender todas sus trágicas implicaciones". Siegfried Kracauer señaló que "todos los inquilinos, en particular las mujeres... [veneran el uniforme] como símbolo de autoridad suprema y están felices de que se les permita venerarlo".
En el año 2000, Roger Ebert la incluyó en su lista de grandes películas.